# Sallustius von Jerusalem
Sallustius († 23. Juli 494) war von 486 bis zu seinem Tode orthodoxer Patriarch von Jerusalem.
Er war mit dem Heiligen Sabas befreundet und reformierte das Mönchtum Palästinas. Die Monophysiten, welche die palästinischen Klöster zum Zentrum ihrer Bestrebungen gemacht hatten, bekämpfte er. Er setzte Sabas als Hegumen aller Mönche in den Lauren ein, ebenso Theodosius als Hegoumenos aller Klöster.